# Encyclia kennedyi
Encyclia kennedyi là một loài thực vật có hoa trong họ Lan. Loài này được (Fowlie & Withner) Hágsater mô tả khoa học đầu tiên năm 1973.